# Prismatoide

Prismatoide com faces paralelas A e A, seção transversal no meio A e altura h

Prismatoide é um poliedro no qual seus vértices estão distribuídos por dois planos paralelos. Suas faces laterais podem ser trapezoides ou triângulos. Se ambos os planos têm o mesmo número de vértices e as faces laterais são paralelogramos ou trapezoides, é chamado de prismoide.
A distribuição dos vértices pelos planos paralelos não necessita ser equitativa. Se os polígonos definidos por esses vértices, em cada plano, forem geometricamente iguais, temos um prisma e esses polígonos são as bases do prisma. Caso contrário temos apenas um prismatoide. Assim os prismas são casos particulares dos prismatoides.